# Giuseppe Lucchese
 (signalé en mai 2025).
Si vous disposez d'ouvrages ou d'articles de référence ou si vous connaissez des sites web de qualité traitant du thème abordé ici, merci de compléter l'article en donnant les références utiles à sa vérifiabilité et en les liant à la section « Notes et références ».
- Archive Wikiwix
- Bing
- Cairn
- DuckDuckGo
- E. Universalis
- Gallica
- Google
- G. Books
- G. News
- G. Scholar
- Persée
- Qwant
- (zh) Baidu
- (ru) Yandex
- (wd) trouver des œuvres sur Wikidata

Giuseppe Lucchese (prononcé : [dʒuˈzɛppe lukˈkeːze], né le 2 septembre 1958 à Palerme est un criminel italien, qui fut l'un des tueurs favoris de Cosa Nostra, plus précisément des Corleonesi menés par Toto Riina, durant la deuxième guerre mafieuse de 1981 à 1983.

## Biographie
Giuseppe Lucchese est arrêté en 1990 et condamné à 6 peines à vie pour l'assassinat du général Carlo Alberto Dalla Chiesa et du communiste Pio La Torre en 1982. Il est suspecté d'avoir participé avec son chef Pino Greco à l'assassinat de Stefano Bontate ainsi qu'à celui de Salvatore Inzerillo. Avec l'aide de Vincenzo Puccio, il exécuta Pino Greco en 1985. Il devient le capo-mandamento (chef de canton) de la famille de Ciaculli-Brancaccio après l'assassinat de Puccio jusqu'à son arrestation en 1990.